# Équipe de Côte d'Ivoire de football à la Coupe d'Afrique des nations 2021
L’équipe de Côte d'Ivoire de football participe à la Coupe d'Afrique des nations 2021 organisée au Cameroun du 9 janvier au 6 février 2022. Il s'agit de la 24e participation des Eléphants, emmenés par Patrice Beaumelle. Ils sont éliminés en huitième de finale par l'Égypte, aux tirs au but.

## Qualifications
La Côte d'Ivoire est placée dans le groupe K des qualifications qui se déroulent de novembre 2019 à mars 2021. Ces éliminatoires sont perturbés par l'épidémie de covid-19. Les Eléphants se qualifient en prenant la première place du groupe.
| Rang | Équipe        | Pts | J | G | N | P | Bp | Bc | Diff |  | Résultats (▼ dom., ► ext.) |     |     |     |     |
| ---- | ------------- | --- | - | - | - | - | -- | -- | ---- |  | -------------------------- | --- | --- | --- | --- |
| 1    | Côte d'Ivoire | 13  | 6 | 4 | 1 | 1 | 11 | 5  | +6   |  | Côte d'Ivoire              |     | 3-1 | 2-1 | 1-0 |
| 2    | Éthiopie      | 9   | 6 | 3 | 0 | 3 | 10 | 6  | +4   |  | Éthiopie                   | 2-1 |     | 4-0 | 3-0 |
| 3    | Madagascar    | 8   | 6 | 2 | 2 | 2 | 9  | 9  | 0    |  | Madagascar                 | 1-1 | 1-0 |     | 0-0 |
| 4    | Niger         | 4   | 6 | 1 | 1 | 4 | 3  | 13 | -10  |  | Niger                      | 0-3 | 1-0 | 2-6 |     |

| 1re journée                | Côte d'Ivoire     | 1 - 0 | Niger |                                                                     |                                                                     |
| 16 novembre 2019 19h00 UTC | Kessié 69e (pen.) | (0-0) |       | Stade Félix-Houphouët-Boigny, Abidjan Arbitrage : Joao Amado Muanda | Stade Félix-Houphouët-Boigny, Abidjan Arbitrage : Joao Amado Muanda |

| 2e journée                   | Éthiopie                        | 2-1     | Côte d'Ivoire |                        |                        |
| 19 novembre 2019 16h00 UTC+3 | Dagnachew 16e · Bekele Godo 26e | (2 - 1) | 4e Aurier     | Tigray Stadium, Mekele | Tigray Stadium, Mekele |

| 3e journée       | Côte d'Ivoire             | 2 - 1   | Madagascar |  |  |
| 12 novembre 2020 | Gervinho 48e · Haller 55e | (0 - 0) | 59e Voavy  |  |  |

| 4e journée       | Madagascar | 1 - 1     | Côte d'Ivoire     |  |  |
| 17 novembre 2020 | Amada 51e  | (0 - 1)   | 15e (pen.) Kessié |  |  |
| 17 novembre 2020 |            | 73e Kanon |                   |  |  |

| 5e journée   | Niger | 0 - 3   | Côte d'Ivoire                   |                                                               |                                                               |
| 22 mars 2021 |       | (0 - 2) | 25e Aurier 34e Gradel 60e Kanon | Stade Général-Seyni-Kountché, Niamey Arbitrage : Beida Dahane | Stade Général-Seyni-Kountché, Niamey Arbitrage : Beida Dahane |

| 6e journée   | Côte d'Ivoire                         | 3 - 1   | Éthiopie   |                                                          |                                                          |
| 29 mars 2021 | Boly 3e Kessié 19e (pen.) Kouassi 76e | (2 - 1) | 74e Kebede | Stade olympique Ebimpé, Abidjan Arbitrage : Charles Bulu | Stade olympique Ebimpé, Abidjan Arbitrage : Charles Bulu |

### Statistiques

#### Buteurs
| Buts | Joueurs                                                                                       |
| ---- | --------------------------------------------------------------------------------------------- |
| 3    | Franck Kessié                                                                                 |
| 2    | Serge Aurier                                                                                  |
| 1    | Willy Boly, Gervinho, Max-Alain Gradel, Sébastien Haller, Wilfried Kanon, Jean Evrard Kouassi |

## Préparation
L'équipe de Côte d'Ivoire effectue un stage à Djeddah à partir du 28 décembre 2021. Cette préparation est perturbée par l'annonce du contrôle antidopage positif de Sylvain Gbohouo ainsi que par plusieurs cas de covid-19. Les Eléphants sont ainsi contraints d'annuler des matchs amicaux prévus face aux Comores et au Mali.

## Compétition

### Tirage au sort
Le tirage au sort de la CAN 2021 est effectué le 17 août 2021 à Yaoundé. La Côte d'Ivoire, 56e nation au classement FIFA, est placée dans le chapeau 2. Le tirage place les Eléphants dans le groupe E, avec l'Algérie (chapeau 1, 29e au classement Fifa), la Sierra Leone, (chapeau 3, 108e) et la Guinée équatoriale (chapeau 4, 114e).

### Effectif
La FIF annonce le 23 décembre 2021 la liste des 28 joueurs retenus par Patrice Beaumelle. Le 1er janvier 2022, le gardien Edan Ulrich N´Drin est appelé en renfort pour pallier la suspension pour dopage de Sylvain Gbohouo.
Le 29 décembre 2021, le défenseur du US Monastir, Ousmane Adama Ouattara, a été convoqué par Patrice Beaumelle à la suite du forfait de Willy Boly des suites d'une blessure à la cheville.

### Premier tour
| Rang | Équipe             | Pts | J | G | N | P | Bp | Bc | Diff |  | Résultats (▼ dom., ► ext.) |  |     |     |     |
| ---- | ------------------ | --- | - | - | - | - | -- | -- | ---- |  | -------------------------- |  | --- | --- | --- |
| 1    | Côte d'Ivoire      | 7   | 3 | 2 | 1 | 0 | 6  | 3  | +3   |  | Côte d'Ivoire              |  | 1-0 | 2-2 | 3-1 |
| 2    | Guinée équatoriale | 6   | 3 | 2 | 0 | 1 | 2  | 1  | +1   |  | Guinée équatoriale         |  |     | 1-0 | 1-0 |
| 3    | Sierra Leone       | 2   | 3 | 0 | 2 | 1 | 2  | 3  | -1   |  | Sierra Leone               |  |     |     | 0-0 |
| 4    | Algérie            | 1   | 3 | 0 | 1 | 2 | 1  | 4  | -3   |  | Algérie                    |  |     |     |     |

     Équipe qualifiée ou victorieuse; Pts = points; J = joués; G = gagnés; N = nuls; P = perdus;
Bp = buts pour; Bc = buts contre; Diff = différence de buts
| Match 12                  | Guinée équatoriale | 0 - 1   | Côte d'Ivoire | Stade de Japoma, Douala                                     |                                                             |
| 12 janvier 2022 20h00 WAT |                    | (0 - 1) | 5e Gradel     | Arbitrage : Redouane Jiyed Arbitre vidéo : Bouchra Karboubi | Arbitrage : Redouane Jiyed Arbitre vidéo : Bouchra Karboubi |
| 12 janvier 2022 20h00 WAT | Nlavo 67e          | Rapport | 31e Sangaré   | Arbitrage : Redouane Jiyed Arbitre vidéo : Bouchra Karboubi | Arbitrage : Redouane Jiyed Arbitre vidéo : Bouchra Karboubi |

| Match 23                  | Côte d'Ivoire         | 2 - 2   | Sierra Leone                     | Stade de Japoma, Douala                                     |                                                             |
| 16 janvier 2022 17h00 WAT | Haller 25e · Pépé 65e | (1 - 0) | 55e Mu. Kamara · 90+3e A. Kamara | Arbitrage : Maguette N'Diaye Arbitre vidéo : Bakary Gassama | Arbitrage : Maguette N'Diaye Arbitre vidéo : Bakary Gassama |
| 16 janvier 2022 17h00 WAT |                       | Rapport | 52e Kakay · 90+5e A. Kamara      | Arbitrage : Maguette N'Diaye Arbitre vidéo : Bakary Gassama | Arbitrage : Maguette N'Diaye Arbitre vidéo : Bakary Gassama |

| Match 33                  | Côte d'Ivoire                       | 3 - 1   | Algérie                   | Stade de Japoma, Douala                                 |                                                         |
| 20 janvier 2022 17h00 WAT | Kessié 22e · Sangaré 39e · Pépé 54e | (2 - 0) | 73e Bendebka              | Arbitrage : Victor Gomes Arbitre vidéo : Haythem Guirat | Arbitrage : Victor Gomes Arbitre vidéo : Haythem Guirat |
| 20 janvier 2022 17h00 WAT | Deli 12e · Aurier 12e · Maïga 72e   | Rapport | 78e Brahimi · 84e Boulaya | Arbitrage : Victor Gomes Arbitre vidéo : Haythem Guirat | Arbitrage : Victor Gomes Arbitre vidéo : Haythem Guirat |

### Phase à élimination directe
La Côte d'Ivoire se qualifie pour les huitièmes de finale en tant que premier du groupe E. Elle affrontera l'Égypte le 26 janvier 2022
| Match 43                  | Côte d'Ivoire                           | 0 - 0                 | Égypte                                         | Stade de Japoma, Douala                                                     |                                                                             |
| 26 janvier 2022 17h00 WAT |                                         | (0 - 0, 0 - 0, 0 - 0) |                                                | Arbitrage : Jean Jacques Ndala Ngambo Arbitre vidéo : Bamlak Tessema Weyesa | Arbitrage : Jean Jacques Ndala Ngambo Arbitre vidéo : Bamlak Tessema Weyesa |
| 26 janvier 2022 17h00 WAT | Bailly 9e · Deli 112e · Zaha 118e       | Rapport               | 90+2e Zizo ·                                   | Arbitrage : Jean Jacques Ndala Ngambo Arbitre vidéo : Bamlak Tessema Weyesa | Arbitrage : Jean Jacques Ndala Ngambo Arbitre vidéo : Bamlak Tessema Weyesa |
| 26 janvier 2022 17h00 WAT | Pepe · Sangaré · Bailly · Cornet · Zaha | Tirs au but 4 - 5     | Zizo · El Sulaya · Kamal · Abdel Monem · Salah | Arbitrage : Jean Jacques Ndala Ngambo Arbitre vidéo : Bamlak Tessema Weyesa | Arbitrage : Jean Jacques Ndala Ngambo Arbitre vidéo : Bamlak Tessema Weyesa |

### Statistiques

#### Buteurs
| Buts | Joueurs          | Adversaires                  |
| ---- | ---------------- | ---------------------------- |
| 2    | Nicolas Pépé     | Sierra Leone (1) Algérie (1) |
| 1    | Max-Alain Gradel | Guinée équatoriale           |
| 1    | Sébastien Haller | Sierra Leone                 |
| 1    | Franck Kessié    | Algérie                      |
| 1    | Ibrahim Sangaré  | Algérie                      |